# SKP Holešov
Sportovní klub policie Holešov je český policejní sportovní klub z Holešova, který byl založen roku 1948 jako Dům armády Jaslo Holešov. Fotbalový odbor zanikl v roce 2013 z podnětu Okresního fotbalového svazu v Kroměříži, pod nějž oddíl spadá, jelikož neměl dvě po sobě jdoucí sezony přihlášeno žádné mužstvo v soutěžích FAČR.
Klub své domácí zápasy sehrával na Stadionu Míru v Holešově (později Střelnice).

## Slavní hráči
Nejslavnějším hráčem, který v klubu během ZVS působil, byl Koloman Gögh (mistr Evropy 1976, mistr čs. ligy v ročnících 1973/74 a 1974/75). Nastupoval zde v letech 1967–1969.

## Historické názvy
Zdroj: 
- 1948 – DA Jaslo Holešov (Dům armády Jaslo Holešov)
- 1953 – RH Holešov (Rudá hvězda Holešov)
- 1956 – VTJ Dukla Holešov (Vojenská tělovýchovná jednota Dukla Holešov)
- 1971 – RH Holešov (Rudá hvězda Holešov)
- 1990 – SKP Holešov (Sportovní klub policie Holešov)

## Umístění v jednotlivých sezonách
Legenda: Z – zápasy, V – výhry, R – remízy, P – porážky, VG – vstřelené góly, OG – obdržené góly, +/− – rozdíl skóre, B – body, červené podbarvení – sestup, zelené podbarvení – postup, světle fialové podbarvení – přesun do jiné soutěže
| Československo (1961 – 1989) |                                              |        |    |     |     |     |     |     |     |    |        |
| Sezóna                       | Liga                                         | Úroveň | Z  | V   | R   | P   | VG  | OG  | +/− | B  | Pozice |
| 1961/62                      | II. třída okresu Kroměříž                    | 6      | 22 | 11  | 1   | 10  | 52  | 56  | −4  | 23 | 6.     |
| 1962/63                      | II. třída okresu Kroměříž                    | 6      | 20 | 12  | 2   | 6   | 60  | 33  | +27 | 26 | 3.     |
| 1963/64                      | II. třída okresu Kroměříž                    | 6      | 22 | 20  | 2   | 0   | 90  | 20  | +70 | 42 | 1.     |
| 1964/65                      | I. B třída Jihomoravského kraje – sk. C      | 5      | 22 | 13  | 5   | 4   | 52  | 29  | +23 | 31 | 1.     |
| 1965/66                      | I. A třída Jihomoravské oblasti – sk. B      | 5      | 26 | 10  | 4   | 12  | 43  | 45  | −2  | 24 | 9.     |
| 1966/67                      | I. A třída Jihomoravské oblasti – sk. B      | 5      | 26 | 9   | 6   | 11  | 44  | 44  | 0   | 24 | 9.     |
| 1967/68                      | I. A třída Jihomoravské oblasti – sk. B      | 5      | 26 | 5   | 9   | 12  | 42  | 54  | −12 | 19 | 13.    |
| 1968/69                      | I. B třída Jihomoravské oblasti – sk. C      | 6      | 26 | 17  | 4   | 5   | 80  | 30  | +50 | 38 | 1.     |
| 1969/70                      | I. B třída Středomoravské župy – sk. C       | 6      | 22 | 15  | 4   | 3   | 73  | 30  | +43 | 34 | 1.     |
| 1970/71                      | I. A třída Středomoravské župy – sk. B       | 6      | 26 | 12  | 1   | 13  | 52  | 50  | +2  | 25 | 7.     |
| 1971/72                      | I. A třída Středomoravské župy – sk. B       | 6      | 26 | 6   | 5   | 15  | 35  | 62  | −27 | 17 | 13.    |
| 1972/73                      | I. B třída Jihomoravského kraje – sk. F      | 7      | 26 | 14  | 6   | 6   | 66  | 32  | +34 | 34 | 3.     |
| 1973/74                      | I. B třída Jihomoravského kraje – sk. F      | 7      | 26 | 14  | 6   | 6   | 55  | 24  | +31 | 34 | 2.     |
| 1974/75                      | I. B třída Jihomoravského kraje – sk. E      | 7      | 26 | …   | …   | …   | …   | …   | …   |    | 1.     |
| 1975/76                      | I. A třída Jihomoravského kraje – sk. C      | 6      | 26 | 14  | 6   | 6   | 53  | 30  | +23 | 34 | 2.     |
| 1976/77                      | I. A třída Jihomoravského kraje – sk. C      | 6      | 26 | 14  | 7   | 5   | 49  | 30  | +19 | 35 | 1.     |
| 1977/78                      | Jihomoravský krajský přebor                  | 4      | 30 | 11  | 6   | 13  | 58  | 63  | −5  | 28 | 13.    |
| 1978/79                      | I. A třída Jihomoravského kraje – sk. C      | 5      | 26 | 13  | 6   | 7   | 48  | 31  | +17 | 32 | 4.     |
| 1979/80                      | I. A třída Jihomoravského kraje – sk. B      | 5      | 30 | 10  | 5   | 15  | 35  | 42  | −7  | 25 | 13.    |
| 1980/81                      | I. A třída Jihomoravského kraje – sk. B      | 5      | 30 | 15  | 8   | 7   | 63  | 41  | +22 | 38 | 4.     |
| 1981/82                      | I. A třída Jihomoravského kraje – sk. B      | 6      | 29 | 15  | 4   | 10  | 62  | 41  | +21 | 34 | 3.     |
| 1982/83                      | I. A třída Jihomoravského kraje – sk. B      | 6      | 30 | 11  | 12  | 7   | 42  | 34  | +8  | 34 | 7.     |
| 1983/84                      | Jihomoravská krajská soutěž I. třídy – sk. E | 6      | 30 | …   | …   | …   | …   | …   | …   |    | 1.     |
| 1984/85                      | Jihomoravský krajský přebor – sk. B          | 5      | 26 | 6   | 10  | 10  | 34  | 49  | −15 | 22 | 12.    |
| 1985/86                      | Jihomoravská krajská soutěž I. třídy – sk. E | 6      | 26 | …   | …   | …   | …   | …   | …   |    |        |
| 1986/87                      | I. A třída Jihomoravského kraje – sk. B      | 6      | 26 | 7   | 10  | 9   | 35  | 33  | +2  | 24 | 12.    |
| 1987/88                      | I. A třída Jihomoravského kraje – sk. B      | 6      | 26 | 7   | 5   | 14  | 35  | 52  | −17 | 19 | 12.    |
| 1988/89                      | I. A třída Jihomoravského kraje – sk. B      | 6      | 26 | 8   | 4   | 14  | 35  | 46  | −11 | 20 | 13.    |
| 1989/90                      | I. B třída Jihomoravského kraje – sk. D      | 7      | 26 | ... | ... | ... | ... | ... | ... |    |        |

Poznámky:
- 1976/77: Po sezoně došlo k celkové reorganizaci soutěží.[30]
- 1978/79: Po sezoně došlo k reorganizaci krajských soutěží. V rámci I. A třídy Jihomoravského kraje byla zrušena skupina C (1972/73 – 1978/79), od sezony 1979/80 až dosud – s přestávkou v sezonách 1983/84, 1984/85 a 1985/86 – je hrána ve dvou skupinách A a B.
- 1980/81: Po sezoně došlo k celkové reorganizaci soutěží.[30]
- 1981/82: Chybí výsledek posledního utkání.[24]
- 1982/83: Po sezoně proběhla reorganizace krajských soutěží. V období 1983/84 – 1985/86 byl Jihomoravský krajský přebor rozdělen na skupiny A a B po 14 účastnících. I. A třída (6. stupeň) a I. B třída (7. stupeň) byly zrušeny. Jako 6. stupeň byla zavedena Jihomoravská krajská soutěž, hraná v 6 skupinách A, B, C, D, E a F.[31] Sedmou nejvyšší soutěží byly v sezonách 1983/84, 1984/85 a  1985/86 Okresní přebory, často též rozdělené do skupin.
- 1985/86: Po sezoně proběhla reorganizace krajských soutěží (návrat do stavu před 1983/84).